# Plus na Kartę
Plus na Kartę – marka usług typu prepaid wprowadzona przez Polkomtel, operatora sieci Plus.

## Historia
Plus na Kartę rozpoczął swoją działalność 13 maja 2011 roku w wyniku konsolidacji marek Simplus, Sami Swoi i 36.6. Z czasem nazwę tę przybrała odrębna taryfa, w której 17 maja 2012 roku wprowadzono dwa wzajemnie wykluczające się profile usług, a 1 lipca tego samego roku roczną ważność konta. Od 4 kwietnia 2013 roku istnieją trzy taryfy o wspólnej nazwie „Więcej” w obrębie jednego systemu, będącego obecnie wiodącą ofertą usług przedpłaconych tego operatora. 31 maja 2013 roku operator wprowadził dodatkową, uaktualnioną taryfę z roczną ważnością konta. Istnieje również możliwość migracji do niektórych starszych ofert operatora i taryf internetowych.

## Charakterystyka
System Plus na Kartę tworzą cztery opcje taryfikacyjne: Rozmowy bez limitu ze wszystkimi sieciami komórkowymi, Rozmowy i SMS-y bez limitu ze wszystkimi sieciami komórkowymi, Rozmowy i SMS-y bez limitu ze wszystkimi sieciami komórkowymi i 0,5 GB internetu  oraz Rozmowy bez limitu w Plusie, SMS-y bez limitu w Plusie i 0,5 GB internetu.
Wcześniejsze taryfy więcej, Plus na Kartę i Simplus nie są aktualnie promowane przez operatora w mediach i na jego stronie internetowej.
Poza powyższymi, istnieje także taryfa Internet LTE na Kartę przeznaczona dla modemów GPRS/EDGE/UMTS i LTE współpracujących z kartami SIM. Oferowana jest w opcji z urządzeniem mobilnym, jak i bez niego.
W 2015 roku uproszczono system taryfikacyjny wprowadzając dwa nowe plany (Ja+ na kartę):
- Rozmowy i SMS-y bez limitu do wszystkich
- Rozmowy i SMS-y bez limitu w Plusie

## Dawne taryfy Plusa na Kartę i marki operatora
Początkowo system Plus na Kartę powstał w celu ujednolicenia trzech marek usług prepaid posiadanych przez Polkomtel. Simplus był ofertą telefonii Plus, podczas gdy Sami Swoi i 36.6 były przez dłuższy czas istnienia niezależnymi markami. Istniała również osobna marka taryfy internetowej, iPlus simdata. Po wprowadzeniu wspólnej marki abonenci mogli wybrać dowolną ofertę z portfolio operatora niezależnie od logotypu umieszczonego na karcie SIM w ramach jednej usługi Plus na Kartę. Z czasem jednak migracja do niektórych dawnych taryf została zablokowana, a nazwa Plus na Kartę zaczęła odnosić się do nowej, niezwiązanej z poprzednimi ofertami taryfy.

### Simplus

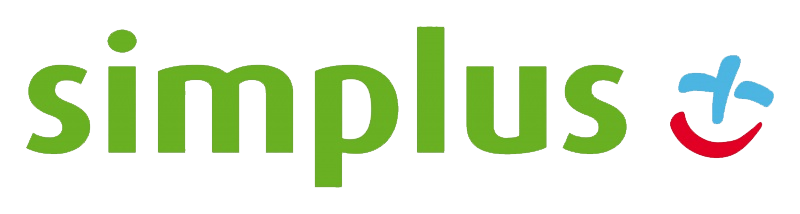
Logo marki Simplus

Simplus był pierwszą w Polsce marką usług typu prepaid wprowadzoną na rynek przez operatora sieci Plus, oficjalnie wystartowała 3 czerwca 1998 roku. Obecnie Simplus jest taryfą Plusa na Kartę.
W Simplusie za wykonywanie połączeń i wysyłanie wiadomości SMS płatność dokonywana była z góry. Dzwonienie i wysyłanie wiadomości SMS były możliwe do momentu wyczerpania limitu na koncie Simplusa lub do zakończenia jego okresu ważności. Wpłaty na swoje konto dokonywało się przy użyciu Telekarty, która powiększała je o określoną na karcie kwotę oraz odpowiednio przedłużała czas wykonywania oraz odbierania połączeń. Zasilić konto można było również przy pomocy karty kredytowej lub przelewem z niektórych banków.
Do usług zalicza się: Push to talk, Kto Dzwonił?, Pay4Me, Teleprzelew, Wiem, gdzie jesteś oraz Wideorozmowa poprzez technologię UMTS i WAP poprzez technologię GPRS.
Przez długi czas, w latach 1998–2002, Simplus w swych reklamach wykorzystywał wizerunek bohatera kreskówki pod tytułem La linea autorstwa Osvaldo Cavandoli. W 2002 roku do kampanii został m.in. zaproszony duet Modfunk, który przygotował podkład muzyczny użyty w reklamach.
Oferta Simplus w systemie Plus na Kartę została utworzona na bazie dawnej taryfy Twój Profil. Poza nią istniały dodatkowo:
- Nowy Simplus
- Easy
- Multi
- Mono
- Team
- Team 2
- Team 4
- Team 7

### Sami Swoi
Taryfa Sami Swoi była początkowo z marketingowego punktu widzenia odrębną telefonią komórkową nieskojarzoną z główną działalnością operatora. Sami Swoi oferowała usługi przedpłacone i odwrotnie niż konkurencyjne Heyah, stawiała głównie na osoby starsze, proponując najtańszą stawkę na połączenia do sieci stacjonarnych.
Marka Sami Swoi została wprowadzona 1 sierpnia 2004 jako odpowiedź Polkomtela na markę Heyah, której właścicielem jest konkurencyjna T-Mobile Polska (dawniej Polska Telefonia Cyfrowa). Sami Swoi była ofertą skierowaną głównie do starszych osób, niemających jeszcze telefonu i ceniących prostotę taryfy. Odpowiednikiem oferowanym przez Polkomtel dla marki Heyah była młodzieżowa oferta Plusa na Kartę – 36.6.
W 2005 roku ze względu na stosunkowo niewielkie zainteresowanie klientów marka została nieco zrepozycjonowana. Według danych operatora na koniec 2007 baza klientów Sami Swoi wynosiła 1 mln użytkowników. Od 2007 startery Samych Swoich dostępne były także w Punktach Sprzedaży Plusa. W wyniku konsolidacji marki „Plus” 13 maja 2011 rozwój taryfy jako osobnej marki został zakończony. Dotychczasowi abonenci Samych Swoich otrzymali możliwość migracji do taryf Plusa na Kartę. Taryfa ta istnieje nadal jedynie dla jej dotychczasowych użytkowników, migracja do niej z innych taryf jest zablokowana.
W spotach reklamowych telefonii Sami Swoi występował piosenkarz Michał Wiśniewski.

### 36.6

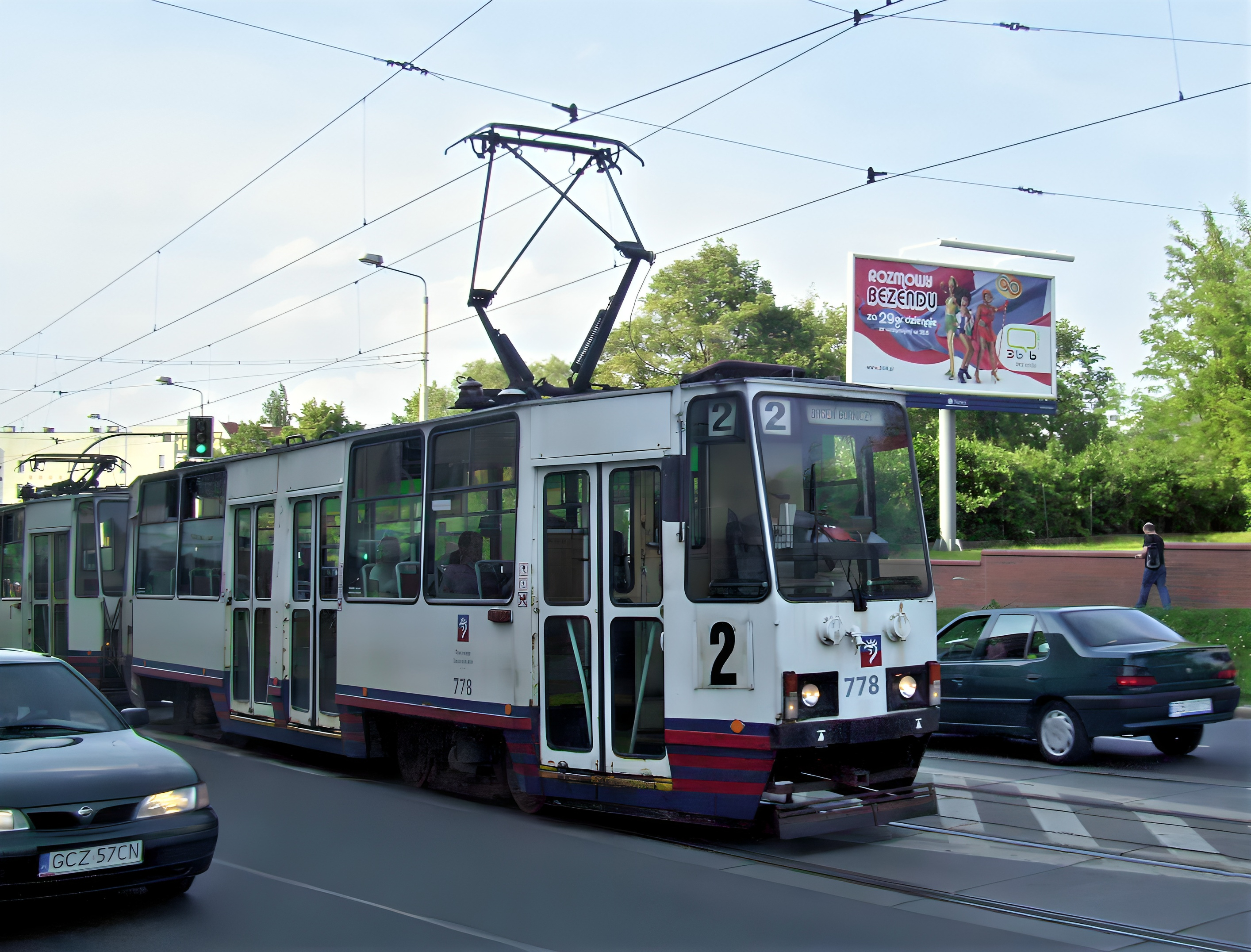
Reklama oferty na bilbordzie przy al. Wyzwolenia w Szczecinie

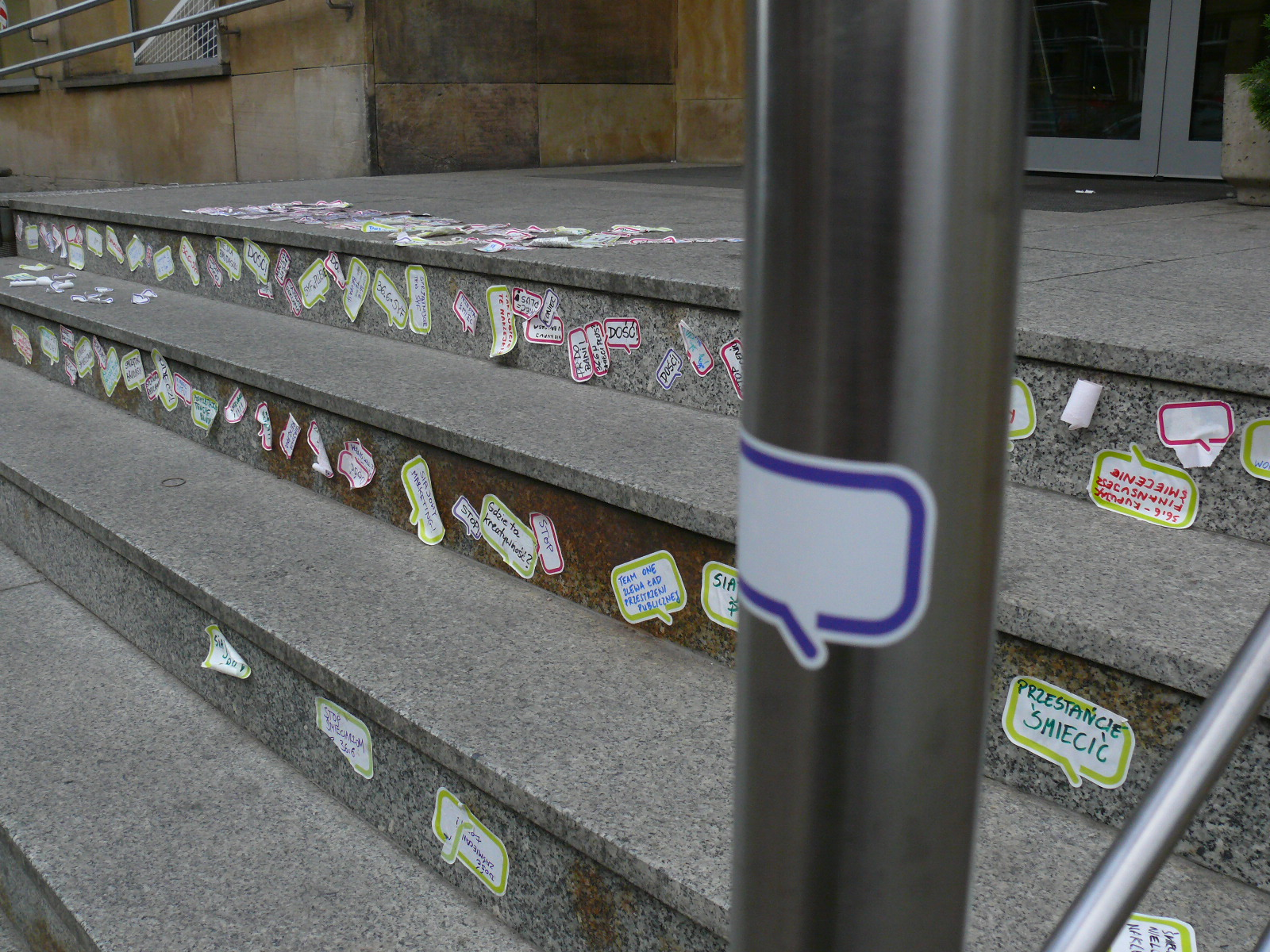
Efekt akcji GPO w Łodzi

Oferta 36.6, podobnie jak Sami Swoi, była początkowo promowana jako odrębna telefonia komórkowa, choć częściowo identyfikowała się z siecią Plus, której logo widniało na starterze z kartą SIM. Taryfa kierowana była głównie do młodzieży. Bazowała na nowym systemie bilingowym SingleView. Reklamowana była jako „nieprzymusowa oferta na kartę”.
Oficjalnie marka debiutowała 6 czerwca 2008 roku. Dział reklamy w celu promocji usług stworzył wiele fikcyjnych postaci:
- Bóbr, który zna 1000 beatów i liczy do 1000
- TurboDymoMan
- SuperEs
- Siostry Bez Endu
- PiszMów Dobowy

Polkomtel w ramach marketingu partyzanckiego doprowadził do pojawienia się wlepek reklamowych na ścianach budynków w dużych miastach. W Łodzi spowodowało to reakcję grupy mieszkańców (przedstawiających się jako Grupa Pewnych Osób), których zdaniem były to działania zaśmiecające miasto. Odkleili oni część wlepek, w pustych miejscach w komiksowych dymkach umieścili nieprzychylne dla marki hasła, a zebrane wlepki zostały w ramach protestu naklejone przy wejściu do salonu Polkomtelu przy ul. Piotrkowskiej.
Od 13 maja 2011 roku, w związku z konsolidacją marki Plus, 36.6 funkcjonuje jako jedna z ofert usługi Plus na Kartę, jednak obecnie migracja do niej z innych taryf nie jest możliwa.

### iPlus simdata
iPlus simdata (iPlus na kartę) była marką, z której operator zrezygnował najpóźniej. Zastąpiono ją ofertą Plus Internet na Kartę (analogicznie do zmiany iPlus w Plus Internet), która charakteryzuje się zmienionymi w stosunku do poprzednika stawkami za pobrane i wysłane pakiety danych. Obecnie oferta promowana jest jako Internet LTE na kartę.
Pewnym udogodnieniem dla abonentów dawnych taryf Plusa na Kartę była możliwość migracji z taryfy internetowej, jaką była taryfa simdata, do taryf o profilu głosowym (Simplus, 36.6, Sami Swoi) i odwrotnie. Nie było zatem potrzeby zakupu dedykowanego startera dla taryfy iPlus, jeśli abonent potrzebował dostępu do mobilnego internetu tylko przez krótki czas. Podobna funkcjonalność charakteryzuje system prepaid operatora sieci Orange.